# Paul Biolley
Pour les articles homonymes, voir Biolley.
Paul Biolley, né le 16 février 1862 à Neuchâtel et mort le 16 janvier 1908 au Costa Rica, est un naturaliste.

## Biographie
Paul Biolley naît le 16 février 1862 à Neuchâtel. Il est le frère de l'homme politique Walter Biolley (1866-1905).
Diplômé d'une licence ès lettres à Neuchâtel, il enseigne pendant deux ans aux Pays-Bas puis est appelé au Costa Rica en 1885 pour mettre sur pied l'école normale. Il est professeur au lycée de Costa Rica et à l'école supérieure des jeunes filles.
Dans le domaine de l'entomologie il commence à se distinguer dès les années 1890, lorsqu'il réalise plusieurs études sur les insectes du Costa Rica, avec son compatriote Henri Pittier (1857-1950).
Il participe en 1902 à une expédition sur l'île de Coco et devint conservateur du Musée national à San José en 1904. De nombreuses espèces d'invertébrés et de végétaux portent son nom (biolleyi).
Paul Biolley meurt le 16 janvier 1908 au Costa Rica.

## Publications
- (es) Elementos de historia natural, 1887[2].
- Costa Rica et son avenir, 1889 (lire en ligne)[2].
- (es) Invertebrados de Costa Rica, 1895-1897[2].
- (es) Moluscos terrestres y fluviátiles de la Meseta Central de Costa Rica, 1897[2].
- (es) Elementos de gramática griega; aplicados al estudio de la lengua castellana, 1898[2].